# Ghiacciaio Aaron
Il ghiacciaio Aaron (in inglese Aaron Glacier) (85°08′S 90°40′W) è un ghiacciaio lungo circa 6,4 km situato nell'entroterra della costa di Zumberge, nella Terra di Ellsworth, in Antartide. Il ghiacciaio, il cui punto più alto si trova 1 977 m s.l.m., si trova in particolare nelle montagne di Thiel e fluisce tra lo sperone Janulis e lo sperone Gray.

## Storia
Il nome del ghiacciaio Aaron fu proposto da Peter Bermel e Arthur B. Ford, i due comandanti dell'unità dello U.S. Geological Survey (USGS) stanziata presso le montagne di Thiel dal 1960 al 1961, e fu quello del geologo americano dell'USGS Johm M. Aaron, membro proprio delle unità di stanza presso le montagne Thiel nel 1960-61 e nel 1961-62.